# 350 років Львівському національному університету імені Івана Франка (монета)
«350 ро́ків Льві́вському націона́льному університе́ту і́мені Іва́на Франка́» — ювілейна монета номіналом 2 гривні, випущена Національним банком України, присвячена одному з найстаріших у Східній Європі університетів, потужному осередку науки і освіти — Львівському національному університету імені Івана Франка, заснованому в 1661 році. З університетом пов'язана діяльність багатьох славетних учених, наукових шкіл, які зробили значний внесок у розвиток української і світової науки і культури.
Монету введено в обіг 20 січня 2011 року. Вона належить до серії «Вищі навчальні заклади України».

## Опис монети та характеристики
| Номінал грн. | Метал      | Маса, г | Діаметр, мм | Якість виготовлення       | Гурт     | Тираж, штук |
| ------------ | ---------- | ------- | ----------- | ------------------------- | -------- | ----------- |
| 2            | нейзильбер | 12,8    | 31,0        | спеціальний анциркулейтед | рифлений | 45 000      |

### Аверс
На аверсі монети розміщено малий Державний Герб України та напис півколом «НАЦІОНАЛЬНИЙ БАНК УКРАЇНИ» (угорі); в центрі на тлі стилізованого документа про заснування університету зображено алегоричну скульптурну групу, що символізує просвіту; номінал (унизу півколом) та рік карбування (праворуч) — «ДВІ ГРИВНІ», «2011» та логотип Монетного двору Національного банку України.

### Реверс
На реверсі монети зображено головну будівлю університету, яка збудована у другій половині XIX ст.; над будівлею розміщено герб університету та напис півколом Л"ЬВІВСЬКИЙ НАЦІОНАЛЬНИЙ УНІВЕРСИТЕТ/ ім. ІВАНА ФРАНКА", унизу — «350 РОКІВ».

## Автори

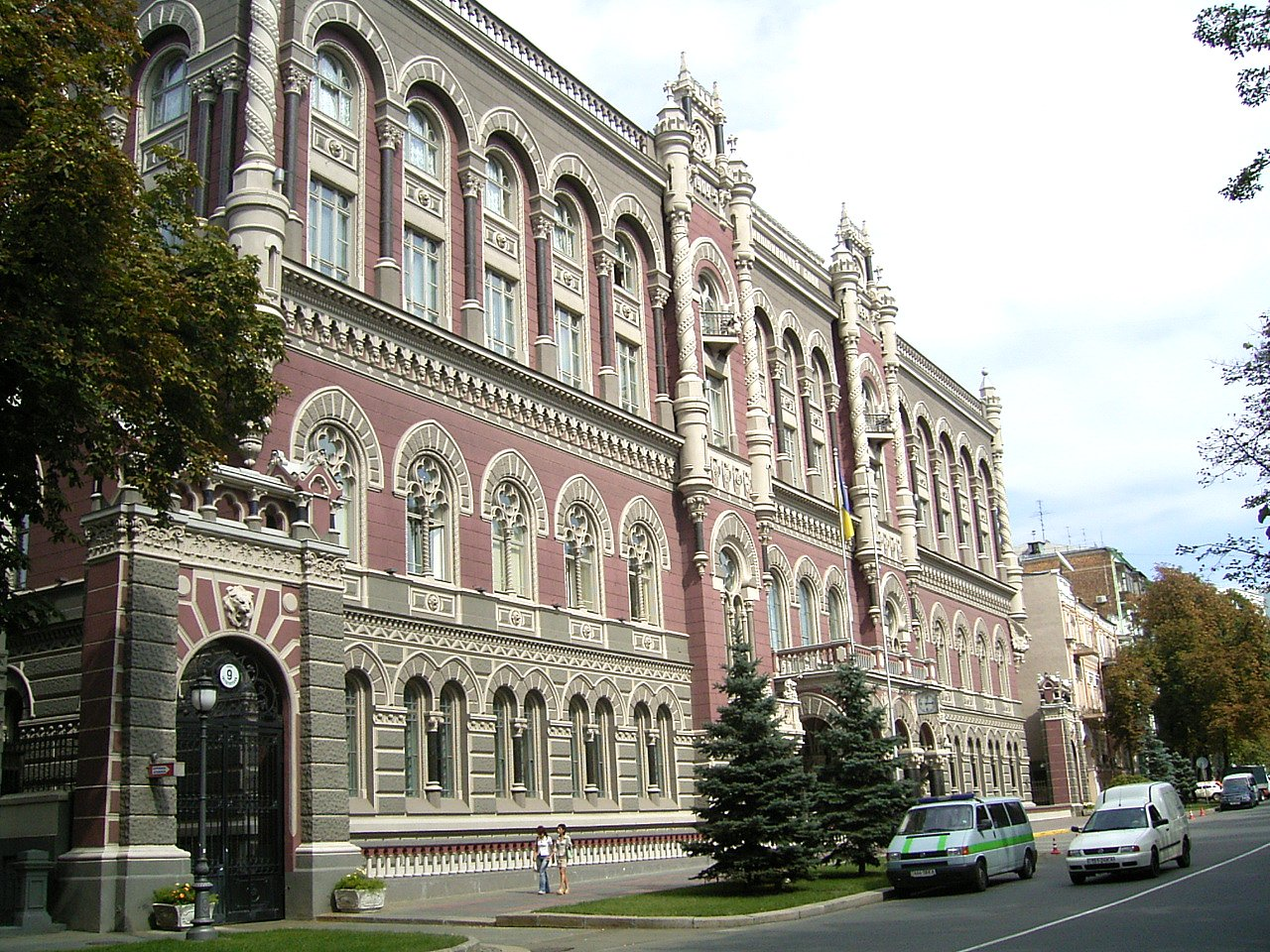
Будівля Національного банку України

Художник та скульптор — Володимир Атаманчук.

## Вартість монети
Ціна монети — 20 гривень, була вказана на сайті Національного банку України в 2014 році.
Фактична приблизна вартість монети з роками змінювалася так:
| Рік        | 2011 | 2012 | 2013 | 2014 | 2015 | 2016 | 2017 | 2018 | 2019 | 2020 | 2021 | 2022 | 2023 | 2024 | 2025 |
| ---------- | ---- | ---- | ---- | ---- | ---- | ---- | ---- | ---- | ---- | ---- | ---- | ---- | ---- | ---- | ---- |
| Ціна, грн. | 20   | 20   | 20   | 22   | 25   | 30   | 42   | 45   | 50   | 50   | 55   | 65   | 90   | 135  | 145  |